# ماما میا (ترانه)
«ماما میا» تک‌آهنگی از گروه موسیقی موسیقی پاپ آبا است که توسط بنی آندِشون، بیورن اولویوس و استیگ آندِشون نوشته شد و در سال ۱۹۷۵ میلادی منتشر شد. خوانندگان اصلی ترانه آنگنیه‌تا فلتسکوگ و آنی-فرید لینگستاد بودند. ماما میا اولین ترانه از سومین آلبوم استودیویی گروه به نام آبا است. ماما میا در واقع حرف ندا در زبان ایتالیایی است که در موقعیت‌های تعجب یا هیجان استفاده می‌شود.
این ترانه در چارت‌های ایرلند، استرالیا، آلمان، سوئد، بریتانیا و سوئیس به رتبه یک رسید.